# JAGMO
JAGMO（ジャグモ、英: Japan Game Music Orchestra）は、株式会社レゾナージュが商標管理をする日本のオーケストラ。運営はJAGMO運営事務局。「ゲーム音楽を音楽史に残る文化にする」というビジョンのもと、オーケストラ公演を実施する「日本初のゲーム音楽プロ交響楽団」である。

## 沿革

### 創設
2014年に遠藤雅伸主導で、創設者であり初代プロデューサーの泉志谷忠和とカワゾエヒロツグによって設立された。前身は日本BGMフィルハーモニー管弦楽団。経営難により日本BGMフィルが解散し、遠藤雅伸名誉会長からJAGMO主体での活動継続案が出され、正式にJAGMOとして2014年に発足している。

### 室内楽公演
室内楽形式で、音楽の3大要素を用いた以下の公演が開催された。
- 2014年6月1日、THE LEGEND OF RPG COLLECTION第1章「伝説の魔法とメロディー」を開催。
- 2014年8月2日、THE LEGEND OF RPG COLLECTION第2章「伝説の盾とハーモニー」を開催。
- 2014年10月4日、THE LEGEND OF RPG COLLECTION第3章「伝説の剣とリズム」を開催。
- 2014年12月27日、外伝「伝説のチェンバーオーケストラ」を開催。

### オーケストラ公演
2015年2月以降は、オーケストラ公演が行われている。
- 2015年2月7〜8日、「伝説の交響楽団」（五反田ゆうぽうとホール）開催。ソリストはヴァイオリニスト三浦文彰、指揮者は吉田誠。コンサートマスターは枝並千花。司会者は紺野あさ美。トークゲストにはポケットモンスターシリーズの作曲を手がけた増田順一、景山将太、同シリーズディレクターの大森滋が登壇[1]。
- 吉田誠が音楽監督に就任[2]。
- 海外展開を理由に面白法人カヤックに運営母体を変更している[2]。
- 2017年7月には、「伝説の戦闘組曲」（文京シビックホール 大ホール）を開催。ソリストはヴァイオリニスト三浦文彰。指揮者は吉田誠[1]。コンサートマスターは枝並千花。
- 海外公演「巴里弦楽四重奏団」（フランス・パリノール ヴィルパント展示会会場）を開催[1]。
- 2017年10月、「伝説の音楽祭 - 勇者たちの響宴 - 」（新宿文化センター大ホール）を開催[1]。
- 深澤恵梨香が音楽監督に就任[1][3]。
- 2016年3月、「伝説の狂詩曲 - THE LEGENDARY RHAPSODY - 」（昭和女子大学 人見記念講堂）を開催[1]。
- 2016年5月、「東方Project」のオーケストラコンサート「幻想郷の交響楽団」（東京オペラシティ タケミツメモリアル）を開催[1]。
- 2016年8月「伝説の交響組曲 - THE LEGENDARY SYMPHONIC SUITE -」（サントリーホール）を開催。
- 2016年10月「幻想郷の交響楽団 - 弾幕輪舞曲 - 」（東京オペラシティ タケミツメモリアル）は、「幻想郷の交響楽団」を全曲リアレンジしての追加公演として開催[1]。
- NHK音楽祭「シンフォニック・ゲーマーズ〜僕らを駆り立てる冒険の調べ〜」（2016年11月6日放送）にて演奏を担当[1]。
- 2016年12月公演前に泉志谷忠和がプロデューサーを引退。ディレクターであった山本和哉が後任[1]。
- 2016年12月23日〜25日、初の和楽器コラボレーション過去最大の3日間5公演となる「英雄達の譚詩曲 〜聖なる交響楽団〜」（めぐろパーシモンホール）を開催[1]。
- 2017年3月24日〜26日、JAGMO『剣士達の交響乱舞』を文京シビックホール 大ホールで開催[4]。
- 2017年5月3日、東方Projectフルオーケストラ公演 『幻想郷の交響楽団 - 夢幻狂奏曲 -』を東京オペラシティ タケミツメモリアルで開催[5]。
- 2017年8月26日〜27日、『旅人達の追想組曲』を東京芸術劇場 コンサートホールで開催[6]。
- 2017年9月15日、ゲーム音楽ビッグバンドツアー公演『BIG BAND JAGMO』（東京公演）新宿文化センターにで開催[7]。
- 2017年10月14〜15日 ゲーム音楽ビッグバンドツアー公演『BIG BAND JAGMO』（大阪公演）堂島リバーフォーラムにて開催[8]。
- 2017年11月12日、NHK音楽祭「シンフォニック・ゲーマーズ2～よみがえる英雄たち～」が放送[9]。
- 2018年2月28日以降は、面白法人カヤックから株式会社レゾナージュに母体を移している[10]。

### 活動停止・消滅
活動を停止、放置の末に消滅。
- 2021年4月末、プロデューサーの山本和哉が株式会社レゾナージュ取締役を退任及び退社する。[11]
- 2021年6月9日、公式Twitterに最後の投稿が行われる。以降一切の活動が行われなくなる。[12]
- 2023年1月頃、公式ウェブサイトが消滅。
- 2023年2月28日、jagmo.jpドメイン廃止。
  - 7月1日、公式サイト（「https://www.jagmo-jp.com/」名義）に「JAGMOに関するお知らせ」の文が掲載される[13]。商標の管理などを請け負う株式会社レゾナージュからのものでJAGMO運営事務局との関係や諸問題の経緯等が記述されている。

## 歴代指揮者
常任指揮者の制度はなく、公演ごとに指揮者は異なる。
- 吉田誠（2015年2月〜2016年3月）
- 永峰大輔（2016年5月〜2017年8月）
- 佐々木新平
- 深澤恵梨香
- 松元宏康
- 井田勝大
- 松川智哉
- 水戸博之

## 歴代ソリスト
一部のコンサートではソリストを迎えて協奏曲を演奏している。
- 吉田誠（クラリネッティスト）2014〜2015年
- 三浦文彰（ヴァイオリニスト）2015年
- 尾池亜美（ヴァイオリニスト）2014年
- 桑原あい（ピアニスト）2014年

## 歴代コンサ―トマスター
- 枝並千花
- 西江辰郎
- 三上亮

## 公演
| 公演名                                                        | 日時                   | 会場                                                 | 指揮者     | ソリスト        | プロデューサー              | 主催                                  |
| ------------------------------------------------------------- | ---------------------- | ---------------------------------------------------- | ---------- | --------------- | --------------------------- | ------------------------------------- |
| 第1章「伝説の魔法とメロディー」                               | 2014年6月1日           | 新宿明治安田生命ホール                               | ―          | 尾池亜美        | 泉志谷忠和 カワゾエヒロツグ | (株)JAGMO                             |
| 第2章「伝説の盾とハーモニー」                                 | 2014年8月2日           | 新宿明治安田生命ホール                               | ―          | ―               | 泉志谷忠和                  | (株)JAGMO                             |
| 第3章「伝説の剣とリズム」                                     | 2014年10月4日          | 新宿明治安田生命ホール                               | ―          | 桑原あい 松下洋 | 泉志谷忠和                  | (株)JAGMO                             |
| 外伝「伝説のチェンバーオーケストラ」                          | 2014年12月27日         | 文京シビック小ホール                                 | 尾池亜美   | 吉田誠          | 泉志谷忠和                  | (株)JAGMO                             |
| 伝説の交響楽団                                                | 2015年2月7、8日        | 五反田ゆうぽうとホール                               | 吉田誠     | 三浦文彰        | 泉志谷忠和                  | (株)JAGMO                             |
| THE LEGEND OF RPG COLLECTION でんせつのオーケストラ in 名古屋 | 2015年2月14日          | 愛知県芸術劇場コンサートホール                       | 吉田誠     | 吉田誠          | 泉志谷忠和                  | (株)JAGMO                             |
| THE LEGEND OF RPG COLLECTION でんせつのオーケストラ in 明石   | 2015年2月15日          | 明石市民会館大ホール                                 | 吉田誠     | 吉田誠          | 泉志谷忠和                  | (株)JAGMO                             |
| THE LEGEND OF RPG COLLECTION でんせつのオーケストラ in 浜松   | 2015年3月1日           | アクトシティ浜松大ホール                             | 吉田誠     | 吉田誠          | 泉志谷忠和                  | (株)JAGMO                             |
| THE LEGEND OF RPG COLLECTION でんせつのオーケストラ in 焼津   | 2015年4月5日           | 焼津文化会館                                         | 吉田誠     | 吉田誠          | 泉志谷忠和                  | (株)JAGMO                             |
| 伝説の戦闘組曲                                                | 2015年7月11、12日      | 文京シビック大ホール                                 | 吉田誠     | 三浦文彰        | 泉志谷忠和                  | (株)カヤック                          |
| 巴里弦楽四重奏団                                              | 2015年7月3、4日        | フランス開催                                         | ―          | ―               | 泉志谷忠和                  | (株)カヤック                          |
| 伝説の音楽祭 - 勇者たちの響宴 -                               | 2015年10月24、25日     | 新宿文化センター大ホール                             | 吉田誠     | 吉田誠          | 泉志谷忠和                  | (株)カヤック                          |
| 伝説の狂詩曲 - THE LEGENDARY RHAPSODY -                       | 2016年3月5、6日        | 人見記念講堂                                         | 吉田誠     | ―               | 泉志谷忠和                  | (株)カヤック                          |
| 幻想郷の交響楽団                                              | 2016年5月3日           | オペラシティホール                                   | 永峰大輔   | ―               | 泉志谷忠和                  | (株)カヤック                          |
| 伝説の交響組曲                                                | 2016年8月13、14日      | サントリーホール                                     | 永峰大輔   | ―               | 泉志谷忠和                  | (株)テレビ朝日                        |
| 幻想郷の交響楽団 - 弾幕輪舞曲 -                               | 2016年10月1日          | オペラシティホール                                   | 永峰大輔   | ―               | 泉志谷忠和                  | (株)カヤック                          |
| 英雄達の譚詩曲 〜聖なる交響楽団〜                             | 2016年12月23、24、25日 | めぐろパーシモンホール                               | 永峰大輔   | ―               | 山本和哉                    | (株)カヤック                          |
| 剣士達の交響乱舞                                              | 2017年3月24、26日      | 文京シビック大ホール                                 | 永峰大輔   | ―               | 山本和哉                    | (株)カヤック                          |
| 幻想郷の交響楽団 - 夢幻狂奏曲 -                               | 2017年5月3日           | オペラシティホール                                   | 佐々木新平 | ―               | 山本和哉                    | (株)カヤック                          |
| 旅人達の追想組曲                                              | 2017年8月26、27日      | 東京芸術劇場                                         | 永峰大輔   | ―               | 山本和哉                    | (株)カヤック                          |
| BIG BAND JAGMO（東京公演）                                    | 2017年9月15日          | 新宿文化センター大ホール                             | 深澤恵梨香 | ―               | 山本和哉                    | (株)カヤック                          |
| BIG BAND JAGMO（大阪公演）                                    | 2017年10月14、15日     | 堂島リバーフォーラム                                 | 深澤恵梨香 | ―               | 山本和哉                    | (株)カヤック                          |
| 幻想郷の交響楽団 - 夢幻音楽祭 -                               | 2017年11月10日         | オペラシティホール                                   | （非公開） | ―               | 山本和哉                    | (株)カヤック                          |
| UNDERTALE × JAGMO Orchestra Concert                           | 2018年3月17日          | 江戸川区総合文化センター                             | （非公開） | ―               | 山本和哉                    | (株)カヤック                          |
| 幻想郷の交響楽団 - 夢幻響楽宴 -                               | 2018年5月3日           | オペラシティホール                                   | （非公開） | ―               | 山本和哉                    | (株)カヤック                          |
| 幻想水滸伝 × JAGMO Orchestra Concert                          | 2018年8月25、26日      | 人見記念講堂                                         | （非公開） | ―               | 山本和哉                    | (株)レゾナージュ                      |
| UNDERTALE × JAGMO Orchestra Concert：Reprise                  | 2018年9月21日          | 新宿文化センター大ホール                             | （非公開） | ―               | 山本和哉                    | (株)レゾナージュ                      |
| ゲームセンターCX Symphony presented by JAGMO                  | 2019年4月29日          | 東京オペラシティ コンサートホール タケミツメモリアル |            | ―               |                             | ガスコイン・カンパニー / レゾナージュ |

## 公演の特徴

### 演奏家・指揮者
- 「海外コンクール受賞多数のヴァイオリニストの尾池亜美さん、世界で活躍するジャズピアニストの桑原あいさん、世界コンクールを制したサックスプレイヤーの松下洋さんなど、1980年代～1990年代生まれのトップクラス奏者を招き、“至高のゲーム音楽生演奏とは”という問いに真っ向から挑み続けた室内楽公演群」[1]とあるように、演奏家の選抜に力を入れているオーケストラと言える。
- 2015年にはNHK大河ドラマ『真田丸』を演奏する「世界最高峰のヴァイオリニスト・三浦文彰」[1]を起用している。
- 2016年12月にプロデューサーが交代しており、以降ソリストの起用は見られない[15]。
- 2017年11月以降はオリジナル公演はなく、1タイトルの公演のみを開催している[15]。
- 2017年以降、一部指揮者情報が非公開となっている[15]。

## 放送・出演
- NHK音楽祭「シンフォニック・ゲーマーズ〜僕らを駆り立てる冒険の調べ〜」（2016年11月6日にNHK BSプレミアムにて放送）[1]
- NHK音楽祭「シンフォニック・ゲーマーズ2～よみがえる英雄たち～」（2017年11月12日にNHK BSプレミアムにて放送）[9]